# Stóra-Kvígindisfjall
Stóra-Kvígindisfjall är ett berg i republiken Island. Det ligger i regionen Norðurland eystra, 400 km nordost om huvudstaden Reykjavík. Toppen på Stóra-Kvígindisfjall är 417 meter över havet, eller 217 meter över den omgivande terrängen. Bredden vid basen är 3,3 km.
Trakten runt Stóra-Kvígindisfjall är nära nog obefolkad, med mindre än två invånare per kvadratkilometer. Det finns inga samhällen i närheten. Omgivningarna runt Stóra-Kvígindisfjall är i huvudsak ett öppet busklandskap.